# 酒呑童子
- 酒呑童子
- 酒吞童子

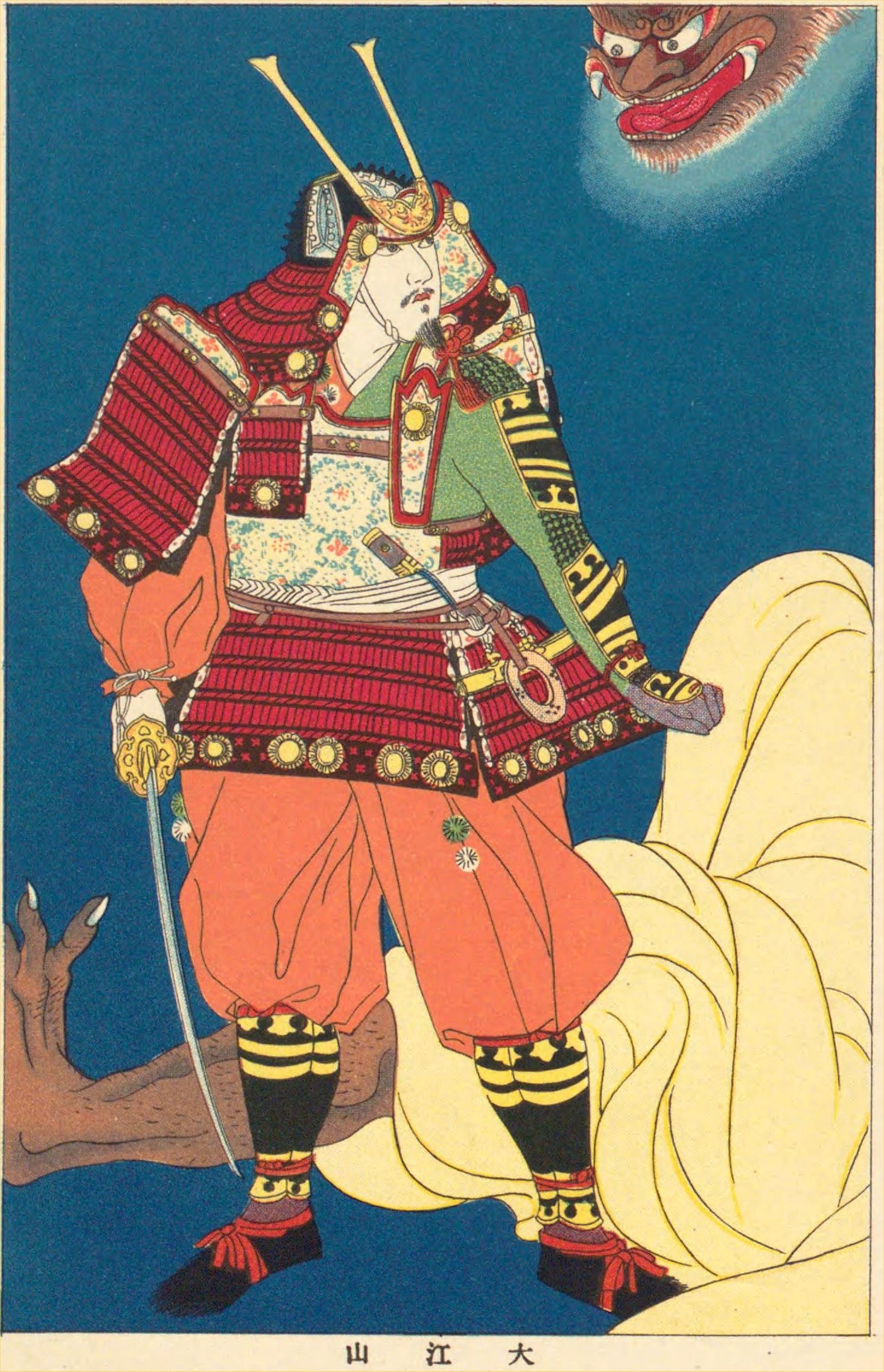
酒呑童子の生首が源頼光を襲う、の図―小村雪岱 (1927年)による挿絵

酒呑童子（しゅてんどうじ）は、丹波国と丹後国の境にある大江山、または山城国と丹波国の境にある大枝（老の坂）（共に京都府内）に住んでいたと伝わる鬼の頭領、あるいは盗賊の頭目。酒が好きだったことから、手下たちからこの名で呼ばれていた。文献によっては、酒顛童子、酒天童子、朱点童子などとも記されている。彼が本拠とした大江山では洞窟の御殿に住み棲み、茨木童子などの数多くの鬼共を部下にしていたという。伝承では酒呑童子は最終的に源頼光とその配下の渡辺綱たちに太刀で首を切断されて打倒された。東京国立博物館が所蔵する太刀「童子切」は酒呑童子を退治した伝承を持ち、国宝に指定され天下五剣にも選定されている。また源氏所縁の兵庫県川西市の多田神社が所蔵する安綱銘を持つ太刀「鬼切丸」も酒呑童子を退治した伝承を持っている。

## 諸本
諸本は大別すると2種類あり、童子の住処を丹波国大江山とする「大江山系」と、それを近江国伊吹山とする「伊吹山系」に分かれるとされる。ただこの分類法には異論・慎重論もある。
最古の逸翁美術館所蔵本『大江山絵詞』や、江戸時代の『御伽草子』版本（渋川本）「酒吞童子」が属するのが「大江山系」、サントリー美術館蔵『酒伝童子絵巻』が「伊吹山系」に属する。高橋昌明の場合、2分類を「逸本系」「サ本系」と呼んでいる。
最も古い稿本は『大江山絵詞』（『大江山酒天童子絵巻』。南北朝後期から室町初期頃。逸翁美術館所蔵）のものとされている。これは、下総香取神社の大宮司家旧蔵本で、従来よりの通称として「香取本」と呼ばれている。重要文化財。綴りが「酒天童子」である。南北朝時代～室町初期、あるいは更に古い成立という考察もあり、格段と時代が古いので「原本」とすらみなせるとも。欠損部分が多いが、冒頭は陽明文庫本によって補完でき、結末は本地譚であったことが断片などより判明している。
サントリー美術館蔵『酒伝童子絵巻』(因幡池田家旧蔵、古法眼狩野元信筆) は、室町時代成立で、最古の稿本に比肩して資料性の高いものとされる。
この他、江戸時代の絵巻は、多数伝来する。御伽草子の版本のテキストは、明治の頃よりの編本が存在している。

## 伝説の概要

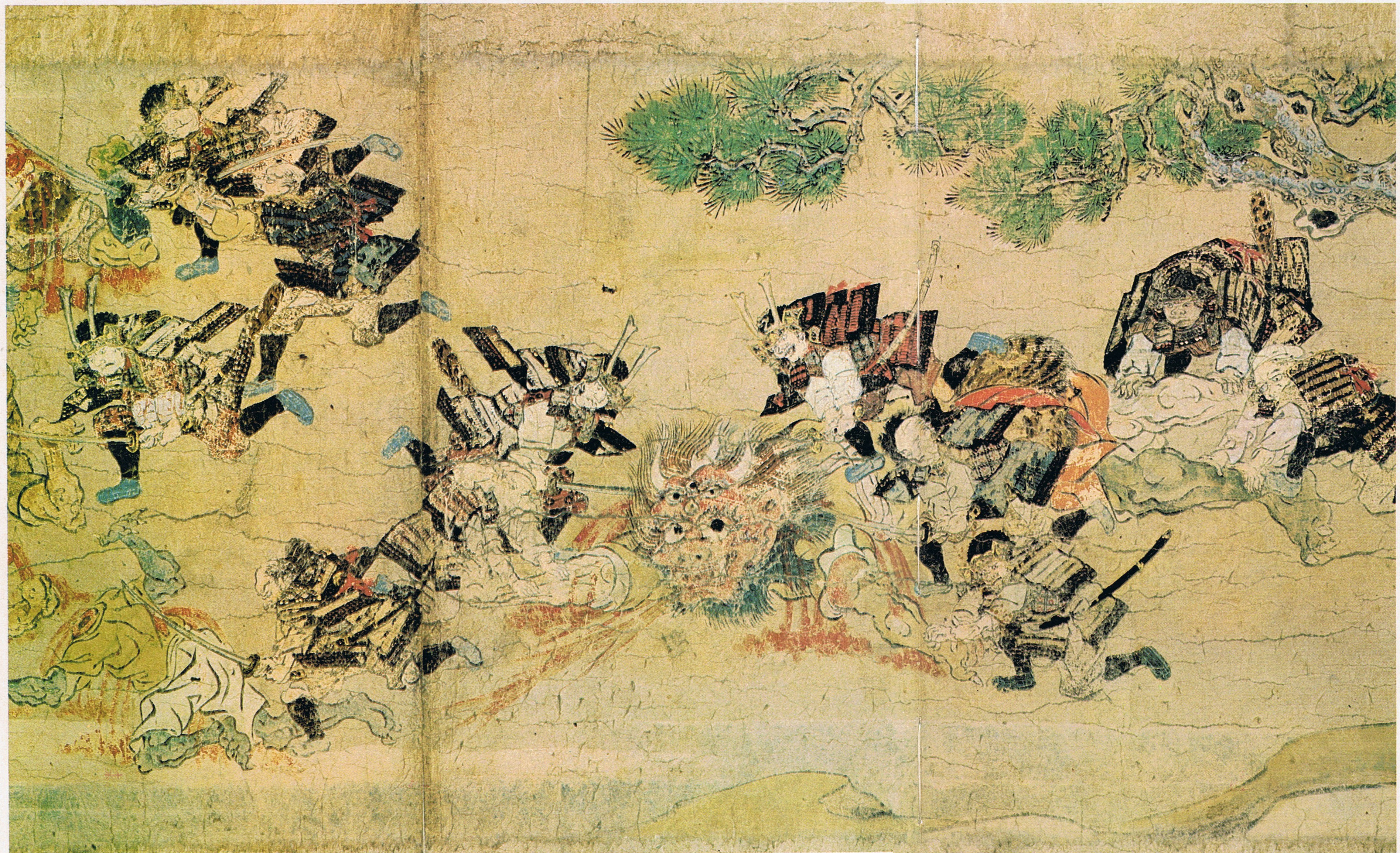
『大江山絵巻（絵詞）』—逸翁美術館所蔵

『大江山絵詞』（大江山絵巻）によるあらすじは次のとおりである。
一条天皇の時代、京の若者や姫君が次々と神隠しに遭った。安倍晴明に占わせたところ、大江山に住む鬼（酒呑童子）の仕業とわかった。そこで帝は長徳元年（995年）に源頼光と藤原保昌らを征伐に向わせた(あるいは正歴元年(990年)に源頼光に勅宣を出した)。頼光らは山伏を装い鬼の居城を訪ね、一夜の宿をとらせてほしいと頼む。酒呑童子らは京の都から源頼光らが自分を成敗しにくるとの情報を得ていたので警戒し様々な詰問をする。なんとか疑いを晴らし酒を酌み交わして話を聞いたところ、大の酒好きなために家来から「酒呑童子」と呼ばれていることや、平野山（比良山）に住んでいたが伝教大師（最澄）が延暦寺を建てて以来、そこには居られなくなり、嘉祥2年（849年）から大江山に住みついたことなど身の上話を語った。頼光らは鬼に八幡大菩薩から与えられた「神変奇特酒」（神便鬼毒酒）という毒酒を振る舞い、笈に背負っていた武具で身を固め酒呑童子の寝所を襲い、身体を押さえつけて首をはねた。生首はなお頼光の兜を噛みつきにかかったが、仲間の兜も重ねかぶって難を逃れた。一行は、首級を持ち帰り京に凱旋。首級は帝らが検分したのちに宇治の平等院の宝蔵に納められた。

## 御伽草子版

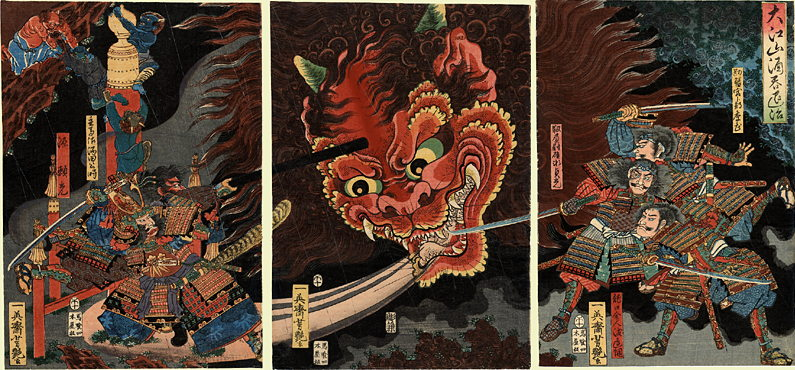
大江山の酒呑童子と源頼光主従 （歌川芳艶 江戸時代）

御伽草子版としては、渋川清右衛門が出版した御伽文庫版（1720年）が江戸時代に広く伝搬した。以下、その御伽文庫（渋川刊）より、梗概を説明する。
京都に上った酒呑童子は、茨木童子をはじめとする多くの鬼を従え、大江山を拠点として、しばしば京都に出現し、若い貴族の姫君を誘拐して側に仕えさせたり、刀で切って生のまま喰ったりしたという。あまりにも悪行を働くので帝の命により摂津源氏の源頼光と嵯峨源氏の渡辺綱を筆頭とする頼光四天王（渡辺綱、坂田公時、碓井貞光、卜部季武）により討伐隊が結成され、討伐に向かった。
この稿本では、武者たちみずから戦術を練り、山伏姿に扮することも考案し、甲冑・武器（ここではそれらの名前が挙げられる）を笈に隠すことにする。また、一行がまず出会って鬼共の内部事情を教わる洗濯女は、ここでは老婆でなく年齢17、8の女性で、花園の中納言の一人娘である。
一行は山伏（修行僧）と偽って酒呑童子の饗応を受け、童子は自分の身の上を語りだす。ここでは童子は「本国は越後の者」と明かし、比叡山にいたが伝教大師（既出。最澄）によってそこを追われ、この峰（大江山）に住んだが、今度は弘法大師に追放された。しかし空海が高野山で亡くなった後、舞戻ってきた、と語りだす
頼光らは、さらに姫君の血の酒や人肉をともに食べ安心させたのち、神よりもらった「神便鬼毒酒」という毒酒を酒盛りの最中に酒呑童子に飲ませ、体が動かなくなったところを押さえて、寝首を掻き成敗した。しかし首を切られた後でも頼光の兜に噛み付いた。
酒で動きを封じられ、ある意味だまし討ちをしてきた頼光らに対して童子は「鬼に横道はない」と頼光を激しくののしった。

### 酒呑童子の配下
酒呑童子の配下は茨木童子がおり、そして四天王として星熊童子、熊童子、虎熊童子、金童子の四人の鬼がいる。茨木童子については、渡辺綱に腕を切り落とされたことが述懐されており、のちに戦闘で討ち取られている。四天王のことは、あらかじめ洗濯女にさせられていた中納言の娘が頼光らに説明しており、その後にも登場する。また酒呑童子のひとさし舞えという命令に応じて舞と歌を披露する「いしくま童子」という鬼も登場するが、異本では「いくしま童子」となっている。

## 地方伝説
酒呑童子は、一説には越後国の蒲原郡中村で誕生したという。また伊吹山の麓でスサノオとの戦いに敗れた八岐大蛇が出雲国から近江へと落ち延び、そこで富豪の娘に産ませたのが酒呑童子だという伝承もある。その証拠に、父子ともども無類の酒好きであることが挙げられる。

### 新潟県
御伽草子で伝えられる酒呑童子の物語では、源頼光から酒の入った盃を受け取り飲んだ酒呑童子が、その嬉しさに自らの出自を語り始め、その時に生まれた国が越後国（新潟県）であり山寺育ちであると語っている。また、伝教法師や弘法大師に住んでいた山を追い出されたとも語っている。
平安初期に越後国で生まれた彼は、国上寺（新潟県燕市）の稚児となった。絶世の美少年であったため多くの女性に恋され恋文をもらったが、貰った恋文を読みもせず全て焼いてしまったところ、想いを伝えられなかった女性の恋心が煙となって、彼の周りを取り囲み、その怨念によって鬼になったという。そして鬼となった彼は、本州を中心に各地の山々を転々とした後に、大江山に棲みついたという。
国上寺にある「大江山酒顛童子」の絵巻には、酒呑童子の生い立ちが記されており、それによれば、酒呑童子の幼名は外道丸であり、越後国砂子塚城主・岩瀬俊綱の子として、母親の胎内で三年過ごしたのちにようやく生まれ、子供の頃はずば抜けた美貌の持ち主であったが手の付けられない乱暴者だったため、両親がそれを懸念して国上寺へ稚児として出されたとされている。
一説では越後国の鍛冶屋の息子として産まれ、母の胎内で16ヶ月を過ごしており、産まれながらにして歯と髪が生え揃い、すぐに歩くことができて5〜6歳程度の言葉を話し、4歳の頃には16歳程度の知能と体力を身につけ、気性の荒さもさることながら、その異常な才覚により周囲から「鬼っ子」と疎まれていたという。『前太平記』によればその後、6歳にして母親に捨てられ、各地を流浪して鬼への道を歩んでいったという。また、鬼っ子と蔑まれたために寺に預けられたが、その寺の住職が外法の使い手であり、童子は外法を習ったために鬼と化し、悪の限りを尽くしたとの伝承もある。
河井継之助は、越後が生んだ三傑として、酒呑童子・上杉謙信・良寛の三人を挙げている。
和納村（現・新潟県新潟市西蒲区）では、村付近の小川に棲む「とち」という魚を妊婦が食べると、その子供は男なら大泥棒、女なら淫婦になるといわれ、その魚を食べたある女の胎内に16ヶ月宿った末に生まれた子供が酒呑童子だといい、この地には後に童子屋敷、童子田などの地名が残されている。
地名に関しては、巻や赤鏥という地名も酒呑童子伝説に由来するという説も唱えられている。

### 滋賀県伊吹山
奈良絵本『酒典童子』によれば、酒典童子は、近江国須川（米原市）の長者の娘・玉姫御前と、伊吹山の伊吹大明神（八岐大蛇）との間に生まれた。伊吹大明神の託宣によって、出産後、玉姫は伊吹山に上り、酒典童子は祖父である須川の長者の子として育てられた。
10歳のとき、酒典童子は高野山と比叡山のどちらかで仏道修行をするよう祖父から勧められ、高野山は遠すぎるという理由で、近くにある比叡山の稚児となった。入山後、彼は三塔一の学僧とたたえられるまでになったが、酒好きであった。これは五戒の一つ飲酒戒に反するため、彼は皆から軽蔑されたが、師僧に強く叱られると酒を断った。
その頃、都が平安京に移り、内裏では祝賀行事として京都の人々による風流踊が催され、諸寺にも風流踊を披露するよう勅命があった。比叡山が都の鬼門に当たるということから、酒典童子の提案で比叡山の僧たちは「鬼踊り」を披露することになった。踊りの際に用いる鬼の面は酒典童子が全て用意した。
内裏での披露が終わると、比叡山の僧たちに酒が振る舞われた。鯨飲した酒典童子は、鬼の面を着けたまま山に帰って寝た。翌朝、目を覚ましてみると鬼の面が外れなくなっていた。その姿を僧たちから恐れられ、最澄によって比叡山を追われた酒典童子は、祖父・須川の長者のもとに帰った。しかし祖父は鬼の姿となった酒典童子を迎え入れず、両親のいる伊吹山に追い払った。
酒典童子は伊吹山に上り、母の導きで山の北西にある岩屋にこもると、神通力を持つ本物の鬼となり、一帯の人々をさらって食べるようになった。これを憂えた最澄の祈祷によって伊吹山から追放されると、日本中の山々をさまよい、最終的に大江山にたどり着いた。

### 奈良県
大和国（現・奈良県）の白毫寺の稚児が、近くの山で死体を見つけ、好奇心からその肉を寺へ持って帰り、人肉だと言わずに師の僧侶に食べさせた。その後も稚児は頻繁に肉を持って帰り、やがて死体の肉を奪うだけでなく、生きている人間を襲って殺し、肉を奪うようになった。不審に思った僧が稚児の後を追って真相を知り、稚児を激しく責め、山に捨てた。この稚児が後に酒呑童子となり、捨てられた場所は「ちご坂」の名で後に伝えられた。
別説では、白毫寺の住職のもとに生まれた子が、成長に従い牙や角が生え、後には獣のように荒々しい子供となった。住職は世間体を恥じて子供を捨てたが、後にその子が大江山に入り、酒呑童子となったという。

### 京都府

#### 大江山
平安時代から鎌倉時代に掛けて都を荒らした無法者としての“鬼”は、丹波国の大江山、または現在の京都市西京区大枝（おおえ）、老ノ坂（おいのさか）（京都市洛西地区）及び隣接する亀岡市篠町王子（大江山という小字がある）に本拠があったという。丹波国の大江山の伝説は、大枝の山賊が行人を悩ませたことが誤り伝えられたものとする説がある 。

#### 老ノ坂伝説
頼光たちは討ち取った首を京へ持ち帰ったが、老ノ坂で道端の地蔵尊に「不浄なものを京に持ち込むな」と忠告され、それきり首はその場から動かなくなってしまったため、一同はその地に首を埋葬した。一説では童子は死に際に今までの罪を悔い、死後は首から上に病気を持つ人々を助けることを望んだため、大明神として祀られたともいわれ、これが現在でも老ノ坂峠にある首塚大明神で、伝承の通り首から上の病気に霊験あらたかといわれている。大江山（京都府福知山市大江町）の山中に埋めたとも伝えられ、大江山にある鬼岳稲荷山神社の由来となっている。

#### その他
また京都府の成相寺（丹後国）には、神便鬼毒酒に用いたという徳利（瓶子）と酒杯が所蔵されている。

## 解説

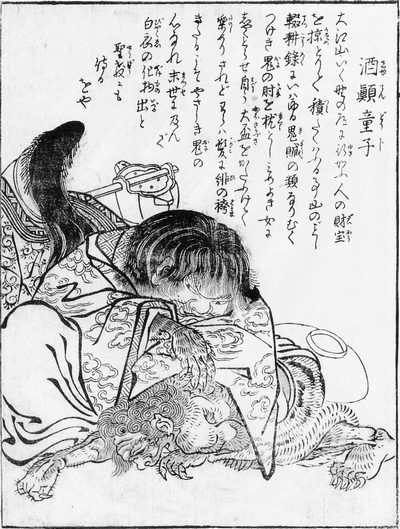
鳥山石燕『今昔画図続百鬼』より「酒顚童子」

### 発祥説
歴史家の高橋昌明は、酒呑童子が住む大江山奥の岩穴は、生と死の世界の境界であると解釈し、その御殿は仙境あるいは冥界にあって、「一口で形容するならば、竜宮」というべきだとしている。
高橋はまた、正暦5年（994年）に大流行した疱瘡がこの伝説に関わっているのではないかと見ている。また、『史記』に記される蚩尤伝説や、唐代の小説『補江総白猿伝』、さらには明代の『陳巡権梅嶺失妻記』との類似も認められるという。
また酒呑童子に人の血を酒のように飲み干す描写があるが、丹後に漂着したシュタイン・ドッチというドイツ人が由来で、その飲んでいたという赤ぶどう酒が"生き血"の正体だった、という説がある。これは、高橋昌明によれば、昭和27年(1952年)に週刊朝日に掲載された「酒顛童子」という短編に登場するシュタイン・ドッチという人物の描写が出所かもしれず、また、赤ぶどう酒を飲んでいたというものも、丹後の海辺に漂着した西洋人が大江山に入り込みぶどう酒を飲んでいたのが血を飲んでいたように見えたという解釈がもとになったのではないかと考察している。

### 三大妖怪
文化人類学者、民俗学者の小松和彦は、もっとも恐ろしい妖怪はどれか「もし中世の人びと、それも都人にたずねたら、次の三つの妖怪の名があがるだろう」として酒呑童子、玉藻前、大嶽丸を挙げている。
小松は、三大妖怪が傑出した妖怪とみなされた背景として、これらの妖怪に対して特別の扱いがあったのではないかと見ている。小松の挙げた三大妖怪は、退治された後には支配者（京の天皇を中心とする民衆）の「宝物」であるため、支配者の権力を象徴する「宝物倉」に遺骸や遺骸の一部が納められたという共通点を述べている。この宝物倉は藤原頼通が建立した宇治の平等院の宝蔵である。
また、鬼の首や狐の遺骸を宝物倉に納めるのは、魚拓や剥製と同様の考えに基づくと戦勝の記念品と解釈でき、中世において退治された数ある妖怪の内で宝蔵の所有者がこの三妖怪の霊力に勝る武力・知略・神仏の加護を示すために、宇治の宝蔵に収める価値のあるほどの大妖怪だったと考察している。

### 藤原保昌の位置関係

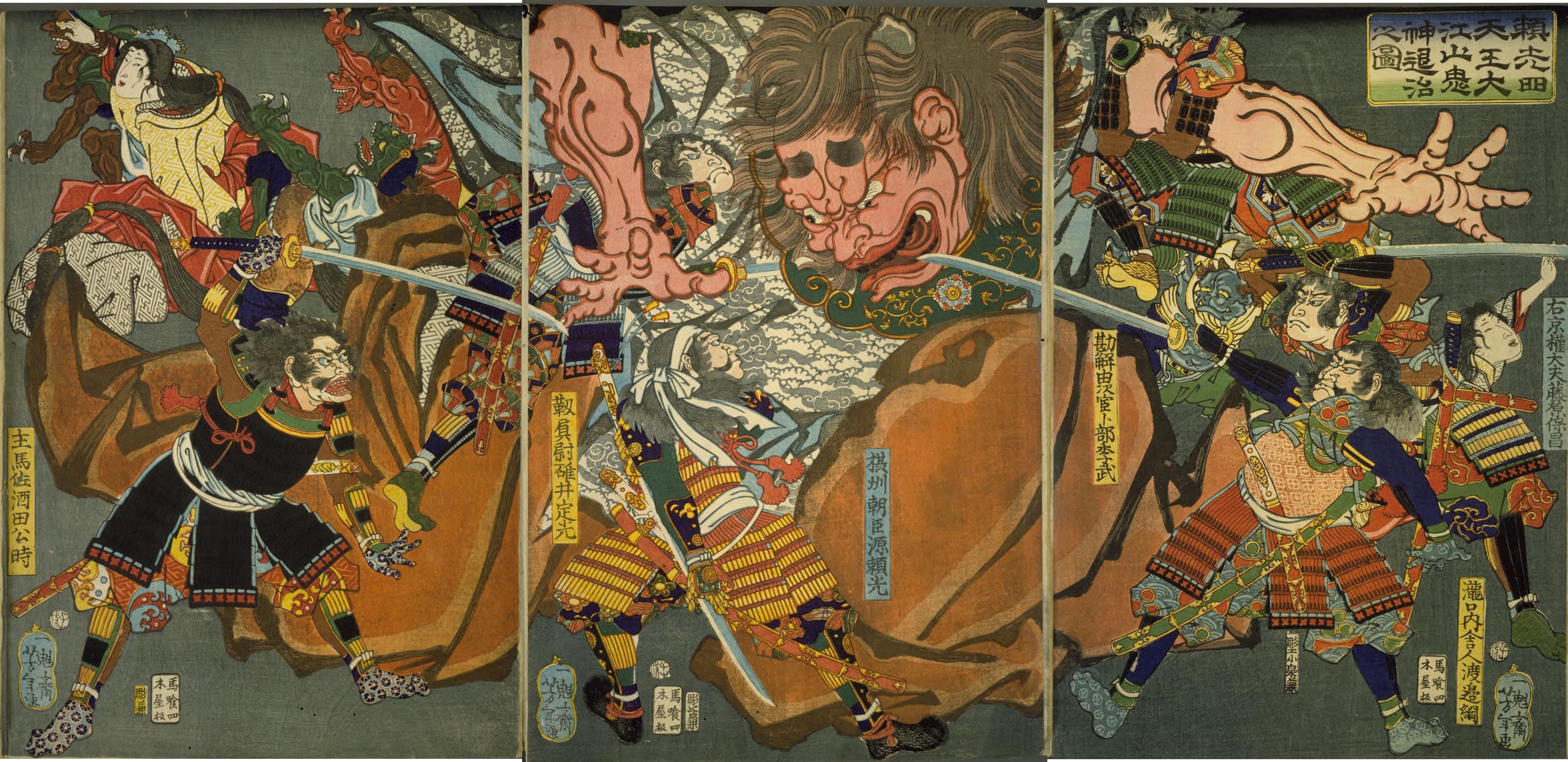
大江山の酒呑童子と源頼光四天王と藤原保昌（月岡芳年 明治時代）

酒呑童子の退治伝説の古い形態では、酒呑童子を退治した源頼光と藤原保昌は対等の関係にあったとされている。そもそも、『御堂関白記』によれば、寛仁元年3月8日（1017年4月7日）には頼光の弟である頼親が保昌の郎党であった清原致信（清少納言の実兄）を殺害する事件を起こしたことが記されており、これを説話化した『古事談』（巻2-57）においては、致信を殺害したのが頼光四天王に置き換えられており、いずれにしても頼光と保昌のライバル関係をうかがわせるものとなっている。
また、『保元物語』（「新院御所各門々固めの事 付けたり 軍評定の事」）・『梅松論』（「下巻」）・『異制庭訓往来』でも、「田村（坂上田村麻呂）・利仁（藤原利仁）・頼光・保昌」が古来の名将4人がセットとして挙げられている。それを反映して、観世信光の『羅生門』でも藤原保昌と渡辺綱が論争する場面がある。
ところが、室町時代中期から戦国時代にかけて、頼光と四天王が酒呑童子退治の主役へと置き換えられ、藤原保昌は脇役扱いとなり、お伽草子の『酒呑童子』に至っては保昌は頼光四天王と共に頼光の郎党扱いをされてしまい、これが後世に広く知られることになった。なお、南北朝時代に成立したとされる千葉氏の「宝生の太刀」伝承のように酒呑童子の退治の功績をもっぱら藤原保昌（宝生）のものとした説話も存在している。

## 伝統芸能

### 能
- 『大江山』 （おおえやま）

### 歌舞伎
- 『大江山酒呑童子』 （おおえやま しゅてんどうじ）

萩原雪夫が十七代目中村勘三郎に充てて書き下ろした長唄の舞踊劇。昭和38年 (1963) 6月歌舞伎座初演。

### 郷土祭り

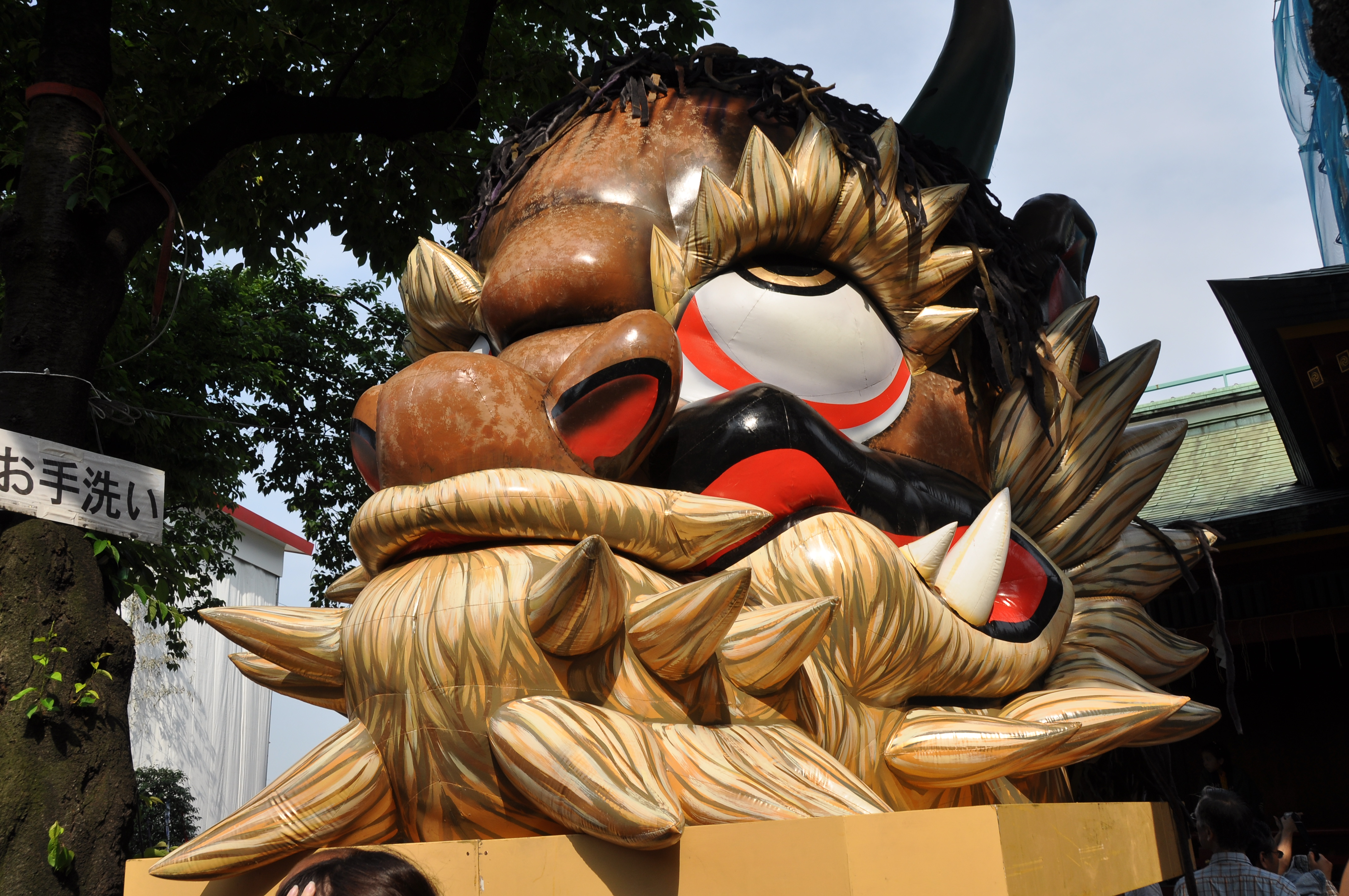
復活した大江山凱陣のバルーンによる鬼の首（2009年）

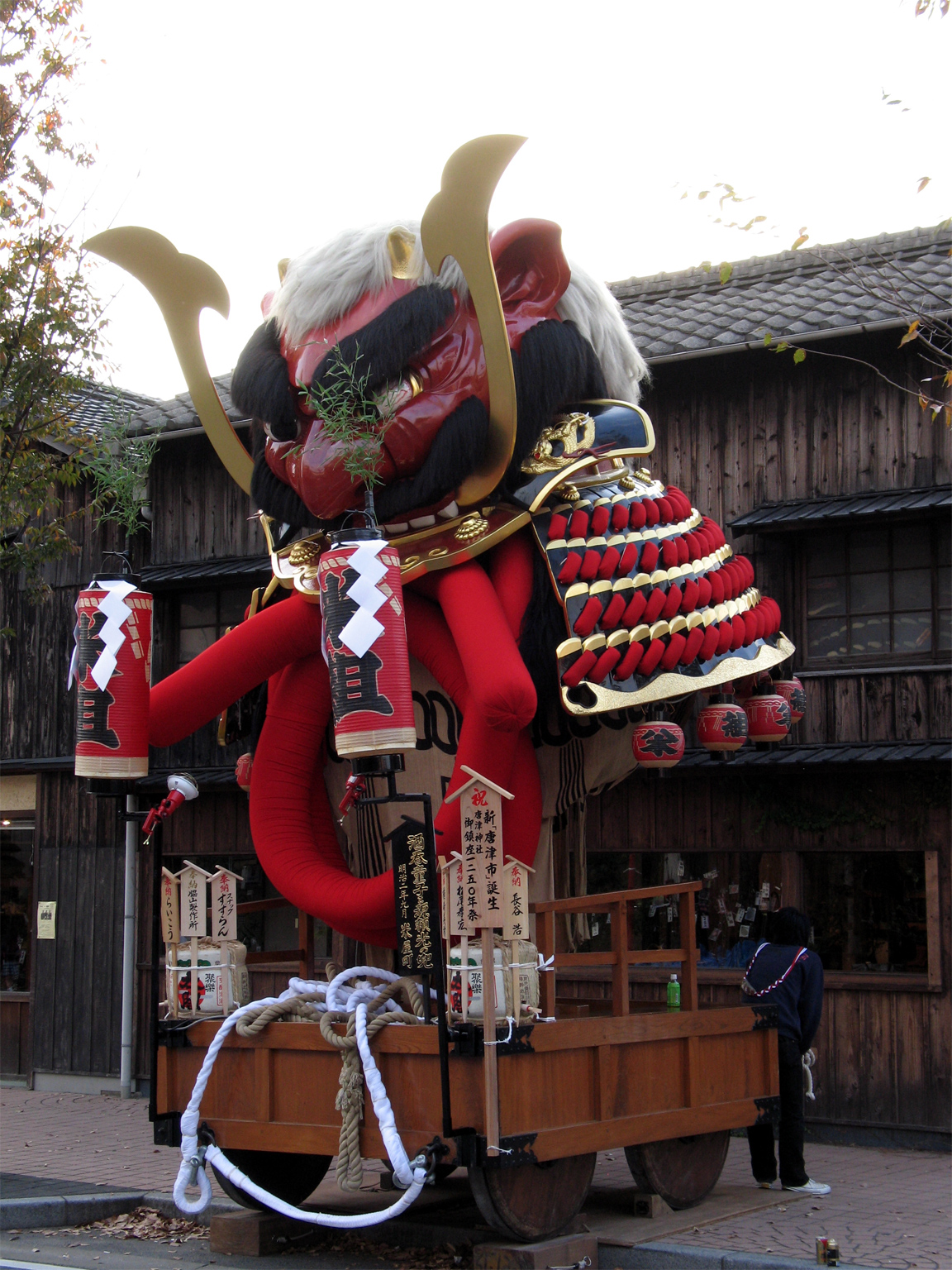
11番曳山。米屋町の酒呑童子と源頼光の兜

- 神田祭

東京都千代田区にある神田明神で毎年5月に行われる「神田祭」では、2年に一度の本祭でのみ実施される神幸祭の附祭（つけまつり）として、源頼光・頼光四天王・従者達に扮した人々が酒呑童子の首をかたどった山車と共に練り歩く｢大江山凱陣」が行われる。この行事はかつて同祭が「天下祭」と呼ばれていた頃に人気を誇った曳物の一つで、『江戸名所図会』の「神田明神祭禮」図にもこれを見て取ることができる。その後曳山が失われたことにより長らく途絶えていたが、平成19年 (2007) の神幸祭で文化資源学会の協力により高さ4メートルのバルーンとして復元され、約170年ぶりに復活した。
- 唐津くんち

佐賀県唐津市で毎年11月に行われる唐津神社の秋季例大祭「唐津くんち」では、米屋町の「酒呑童子と源頼光の兜」が市内を巡幸する。
- 酒呑童子行列

酒呑童子の出生伝説がある越後国は新潟県燕市では、同市の秋期イベント「酒呑童子行列」などでよさこい風演舞チーム「酒呑童子」がその伝説をコンセプトにした演舞を披露している。

## テレビ番組
- 2022年1月26日(水)放送のフジテレビ系バラエティー番組「世界の何だコレ!?ミステリーSP」にて、あばれる君が鬼研究家である大学教授と共に、「鬼」と「鬼を倒す組織」の正体を解明するため現地取材を行った。[49]